# Hansenochrus surinamensis
Espèce
Synonymes
- Schizomus surinamensis Remy, 1961

Hansenochrus surinamensis est une espèce de schizomides de la famille des Hubbardiidae.

## Distribution
Cette espèce est endémique du Suriname. Elle se rencontre vers Dirkshoop.

## Description
Le mâle holotype mesure 5 mm.

## Étymologie
Son nom d'espèce, composé de surinam et du suffixe latin -ensis, « qui vit dans, qui habite », lui a été donné en référence au lieu de sa découverte, le Suriname.

## Publication originale
- Remy, 1961 : Sur l'écologie des Schizomides (Arachn. Uropyges) de mes récoltes, avec description de trois Schizomus nouveaux, capturés par J. van der Drift au Surinam. Bulletin du Muséum National d'Histoire Naturelle, Paris, sér. 2, vol. 33, no 4, p. 500-511 (texte intégral).